# 蜗牛
蜗牛是對所有陸生螺類的一個總稱，在生物學上泛指软体动物门腹足綱真有肺总目中拥有外壳的所有物种（没有外壳的真有肺类称作蛞蝓）。虽然蝸牛一詞囊括许多不同科、属的动物，但其身體結構都非常相似。
蝸牛的肉質和田螺、海螺基本相同，但是目前除了法國、西班牙、中國、非洲和東南亞國家之外，沒有其它國家有食用蝸牛的習慣，反倒是海螺和田螺在全世界各地被食用。蝸牛与蛞蝓的肉质並無本質區別，只差別於有殼無殼，但因為蛞蝓的外形導致其食用價值遠低於蝸牛。

## 名稱
普通話读音“蜗”（拼音：wō；注音：ㄨㄛ）牛，中華民國國語读音“蝸”（切）牛。臺語稱為「露螺」（lōo-lê）；客語稱為「蝓螺」（海陸腔：rhe lo）
在中國的先秦、西漢時代中，“蠃、螺、蝸、蛞”這四個字並無使用上的分别，可以指代所有螺旋狀貝殼、或者有黏液軟體的生物，例如《爾雅 · 釋蟲小記》謂「蛞蝓即螔蝓，與蝸牛為一物。」
從東漢時期開始，這幾個字開始出現分化，“蠃”逐漸被棄用，蝸牛和蛞蝓則開始區別對待，例如《說文》稱「附蠃背負殻者曰蝸牛，無殻者蛞蝓」，而“螺”則專指有螺旋貝殼的那一類生物。

## 蝸牛的定義及結構

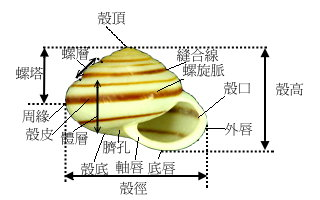
蝸牛外殼結構圖

蝸牛必須由一個碳酸鈣的外殼，以及一個軟体組成，滿足這兩個要求才能被稱為蝸牛，但由於種類的不同，每一個品種的蝸牛在具體結構上都會有少許差別，以下是蝸牛的共同特徵：
- 前鰓類（Prosobranchia）蝸牛的身體結構跟有肺類（Pulmonata）的最大分別是在於性別的區分以及呼吸系統。前鰓類蝸牛為雌雄異體，而有肺類蝸牛則為雌雄同體；另外，前鰓類蝸牛以鰓進行呼吸，而有肺類蝸牛則以肺呼吸。目前已知的大部分蝸牛都是屬於有肺類的，所以相對來說，前鰓類蝸牛的種類比較少。
  - 珍珠蜑螺超目（Neritopsina）的蝸牛種類較少，體形大部分很小，不容易被發現。牠們都有半月形的石灰質口蓋，一對觸角，眼睛生於觸角基部。本超目之下只有蜑螺超科（Neritoidea）一個超科，以及其超科所屬的芝麻䗉蝸牛科（Hydrocenidae）以及䗉蝸牛科（Helicinidae），種類不多。
  - 新進腹足超目（Caenogastropoda）的蝸牛種類不多，體形比珍珠蜑螺超目略大。牠們的蝸牛都有石灰質或者角質的口蓋，呈現多旋型或者圓形。頭部有一對觸角，眼睛生在觸角的基部，有部分種類的外殼有比較特殊的縫合管。另外，本超目的蝸牛的外套腔上是沒有嗅感器的。本超目底下有兩個超科，分別是主扭舌目（Architaenioglossa）的山蝸牛超科（Cyclophoroidea）以及吸螺目（Sorbeoconcha）的麂眼螺超科（Rissoidea），而麂眼螺超科內的貝類大多生活在潮間帶以及淡水水域，因此本超科內的部分貝類並不是蝸牛。

- 有肺類蝸牛佔了蝸牛的大多數，體內有肺部進行呼吸作用，並且為雌雄同體。在有肺類當中，又以真肺目（Eupulmonata）佔了大多數，而真肺目當中又以柄眼亞目（Stylommatophora）的蝸牛為最常見的蝸牛。
  - 縮眼目（Systellommatophora）
  - 基眼目（Basommatophora）
  - 真肺目（Eupulmonata）佔了蝸牛的大多數，有螺旋形外殼，沒有口蓋。外套膜內沒有嗅感器，出口處有一個肺孔，可以收縮。1998年，Smith和Stanisic建議把真肺目分成三個亞目，分別是：海岸螺亞目（Actophila）、擬松螺亞目（Trimusculiformes）以及柄眼亞目（Stylommatophora）。
  - 海岸螺亞目的大部分貝類，例如耳螺是生活於潮間帶的，只有少數是屬於蝸牛，例如台灣的罌粟蝸牛。本亞目的蝸牛眼睛生於頭部上的一對觸角的基部，殼口大多有齒狀突起。
  - 擬松螺亞目的貝類大部分生於潮間帶，只有少數是屬於蝸牛，例如螄蝸牛。本亞目的貝類有一斗笠似的外殼，殼的右側有一肺管，頭部上的一對觸角已經退化，眼睛長在觸角基部。
  - 柄眼亞目蝸牛是最常見的蝸牛，有兩對觸角，眼睛生於上觸角的頂端。其特別之處在於，柄眼亞目蝸牛的眼睛在收縮的時候，會由頂端開始向內收縮。

- 珍珠蜑螺超目
- 新進腹足超目
- 海岸螺亞目
- 柄眼亞目

## 生活環境
蝸牛一般生活在比较潮濕，有植物叢中躲避太陽直晒，並且沒有人會干擾的地方。在雜木林、原生林等地區，可以發現比較多的蝸牛種類；即使在花圃或者花園的角落，也有機會發現蝸牛。在寒冷地區生活的蝸牛會冬眠，在熱帶生活的種類旱季也会休眠，休眠时分泌出的黏液形成一层鈣質薄膜封闭壳口，全身藏在壳中，当气温和湿度合适时就会出来活动。
一般來說，由於蝸牛需要利用碳酸鈣來製造外殼，蝸牛通常生活在石灰質的地區，較少生活在火山或者酸性土壤的地區。由蝸牛的生活環境區分，可以把蝸牛分為地棲性和樹棲性兩種。地棲性蝸牛大部分都喜歡在地面活動，但少數亦會在樹上活動。樹棲性蝸牛一般都生活在樹上或者植物上，它們的腹足可以伸展得很長，方便在樹葉與樹葉之間跨越。
蜗牛几乎分布在全世界各地，不同种类的蜗牛体形大小各异，非洲大蜗牛可长达21公分，在北方野生的种类一般只有不到9公分。

### 人類的破壞
由於蝸牛的行動緩慢，活動範圍依物種而有所不同，但大多侷限於小區域，因此當牠們的生活環境受到人類破壞的時候，便很可能會大量死亡。

## 习性

### 進食
一般蜗牛以植物叶和嫩芽为食，因此是一种农业害虫。但也有肉食性蜗牛（例如扭蝸牛），會獵食其他种类蜗牛或蚯蚓等動物。

### 交配

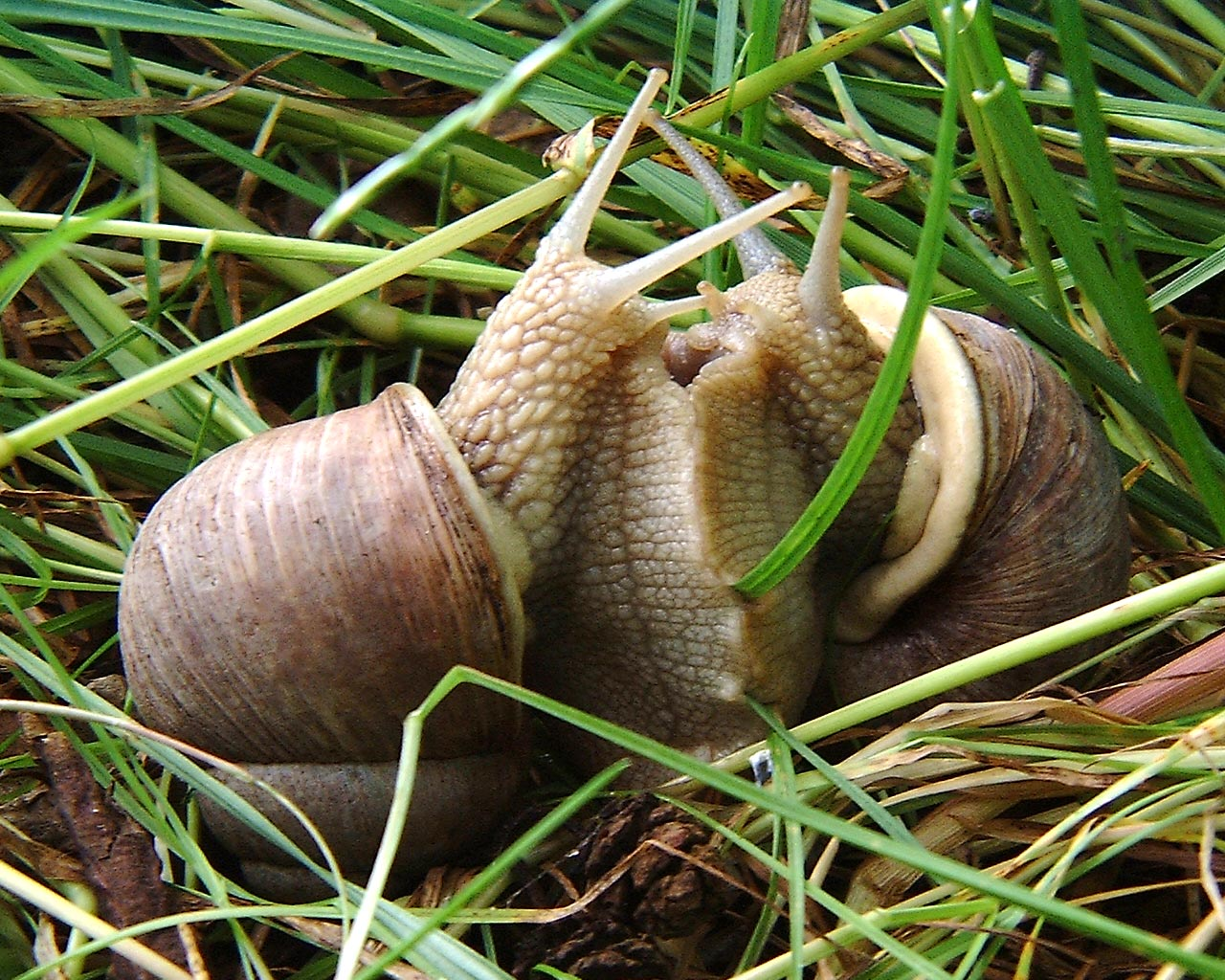
正在交配的勃艮第蜗牛

每年5月-11月是蝸牛的繁殖期，蝸牛交配後，精子並不會馬上被用來與卵受精，而是等蝸牛找到合適的環境、地點時才會考慮使用。有時蝸牛會將異體的精莢儲存起來，保留在體內數日或數個月，以備不時之需。或是將異體的精莢分成多次使用。
有肺類蜗牛是雌雄同体的，有的种类可以独立生殖，但大部分种类需要两个体交配，互相交换精子。前鰓類蝸牛是雌雄異體的，只有母蝸才可以產卵。普通蜗牛将卵产在潮湿的泥土中，一般两到四周后小蜗牛就会破土而出；但少數蝸牛，例如堀川氏煙管蝸牛是卵胎生的。一次可产100個卵。
蝸牛的交配季節主要在潮濕溫和的天氣，例如春天。當蝸牛交配的時候，兩隻蝸牛的腹足會黏附在一起，並且會持續接近二十四小時，維持身體不動。這時候，是蝸牛最危險的時間。

### 天敵
蜗牛的天敌很多，像是鷗、鴨、鳥、蟾蜍、龟、蛇、刺猬、老鼠、螢火蟲幼蟲等，甚至是人類，都會以蜗牛作为食物。

### 致命的物質
容易使蝸牛致命的物質是鹽，鹽如果灑在蝸牛身上，會在蝸牛的體表上吸取水分，水分吸取過多蝸牛就會脫水而死，但因為蝸牛有殼保護，所以還是會有活命的機會。

## 用途

### 食用
如同東亞地區料理愛用螺類，法国菜有以蜗牛做菜肴，稱為，因此培育出一种體型大、肉質美味的勃艮第蜗牛，有39-51毫米长，重达43-49克，现在这种人工养殖的可食用蜗牛已经随同法国烹饪向世界各地传播。不管是否为法國蝸牛，都主要以泥土和腐葉作棲息地，很可能因此沾染細菌或其他對人類有害的物質。因此食用蝸牛在「屠宰」售賣之前，都要經過一個為期約兩星期的「排毒期」，以便蝸牛可以將在其腸臟內的細菌及有毒物種排出其體外。
在台灣，阿美族、排灣族等原住民亦有食用蝸牛，通常煮湯、炒三杯或做為餡料包入阿粨、奇拿富之內。
蝸牛肉食用前一定要完全加熱，不然可能因内部寄生的廣東住血線蟲而危及人類性命。1985年台灣知名醬油廠金蘭食品董事長鍾秋桂一家因生食非洲大蝸牛（Lissachatina fulica）而感染廣東住血線蟲，導致全家五死，僅當時身在美國的三子鍾德亨倖存。

### 文化意義
蜗牛在各种文化中的象征意义也不相同，在中国，蜗牛象征缓慢、落后；在西欧则象征顽强和坚持不懈；有的民族以蜗牛的行动预测天气，芬兰人认为如果蜗牛的触角伸得很长，就意味着明天有一个好天气。

## 分類
蝸牛的種類大體上分為前鰓類〔prosobranchia〕和有肺類〔pulmonata〕，其中後者佔了大多數。前鰓類的蝸牛種類較少，因此分類比較簡單；但由於有肺類的分類十分繁多，分類亦比較複雜。過去，人們把有肺類蝸牛分為原始有肺目、基眼目以及柄眼目三大目，但最新的分類法則將他們重新分配至縮眼目、基眼目和真肺目當中，並且又加入了一些裸形亞綱的蝸牛。

### 舊分類系統
柄眼目 Stylommatophora：包括陸生蝸牛和蛞蝓
- 阿勇蝸牛科 Arionidae
- 扁蝸牛科 Bradybaenidae
- Bulimulidae
- 南亞蝸牛科 Camaenidae
- Ceriidae
- Charopidae
- Cionellidae
- Discidae
- Ferrussaciidae
- Haplotrematidae
- 鱉甲蝸牛科 Helicarionidae
- Helicidae
- Helicodiscidae
- 扁雕蜗牛亚科 Helminthoglyptidae
- Humboldtianidae
- Hygromiidae
- 蛞蝓科 Limacidae
- Megomphicidae
- Milacidae
- Oleacinidae
- Oreohelicidae
- 黏液蛞蝓科 Philomycidae
- Polygyridae
- 栗蝸牛科 Punctidae
- 似蛹蝸牛科 Pupillidae
- Sagdidae
- Spiraxidae
- 扭蝸牛科 Streptaxidae
- 內溝蝸牛科 Strobilopsidae
- 錐蝸牛科 Subulinidae
- 錐實蝸牛科 Succineidae
- Testacellidae
- Thysanophoridae
- Urocoptidae
- Valloniidae
- Vitrinidae
- Xanthonychidae
- 琥珀蝸牛科 Zonitidae
- Suborder Heterurethra 
  - Aillyidae
  - Athoracophoridae
- Suborder Mesurethra 
  - 煙管蝸牛科 Clausiliidae
  - 螄蝸牛科 Corillidae
  - Dorcasiidae
  - Megaspiridae
  - Strophocheilidae
- Suborder Sigmurethra 
  - Infraorder Aulacopoda 
    - Ariophantidae
    - 內齒蝸牛科 Endodontidae
    - Euconulidae
    - Otoconchidae
    - Parmacellidae
    - Systrophiidae
    - Thyrophorellidae
    - Trigonochlamydidae
    - 笠蝸牛科 Trochomorphidae
    - Urocyclidae

  - Infraorder Holopoda 
    - Ammonitellidae
    - Helicellidae

  - Infraorder Holopodopes 
    - 紅蝸牛科（Acavidae）
    - 非洲大蝸牛科 Achatinidae
    - Amphibulimidae
    - Chlamydephoridae
    - Odontostomidae
    - 彩带蜗牛科 Orthalicidae
    - 彩釉蜗牛科 Rhytididae
- Suborder Orthurethra
  - 小玛瑙螺科 Achatinellidae（英语：Achatinellidae） Gulick, 1873
  - 同纹螺科 Amastridae Pilsbry, 1910
  - 粒蛹螺科 Chondrinidae（英语：Chondrinidae） Steenberg, 1925
  - 槲果螺科 Cochlicopidae（英语：Cochlicopidae） Pilsbry, 1900 (1879)
  - 艾納螺科 Enidae B. B. Woodward, 1903 (1880)
  - 蛹状螺科 Orculidae（英语：Orculidae） Pilsbry, 1918
  - 帕图螺科 Partulidae Pilsbry, 1900
  - Family Pleurodiscidae Wenz, 1923
  - Family Pyramidulidae Kennard & B. B. Woodward, 1914
  - 牙蛹蝸牛科 Vertiginidae Fitzinger, 1833

### 新的分類方法
- 前鰓類Prosobranchia
  - 珍珠蜑螺超目Superoder Neritopsina
    - 蜑螺超科Superfamily Neritoidea
      - 芝麻䗉蝸牛科Family Hydroceniadae
      - 䗉蝸牛科Family Helicinidae
      - 山蝸牛科Family Cyclophoridae
      - 芝麻蝸牛科Family Diplommatinidae
      - 豆蝸牛科Family Pupinidae
- 新進腹足超目Superoder Caenogastropoda
  - 主扭舌目Order Architaenioglossa
    - 山蝸牛超科Superfamily Cyclophoroidea

  - 吸螺目Order Sorbeoconcha
    - 麂眼螺超科Superfamily Rissooidea
      - 斷殼蝸牛科Family Truncatellidae
      - 山椒蝸牛科Family Assimineidae

- 有肺類Pulmonata
  - 縮眼目Order Systellommatophora
    - 石磺超科Superfamily Onchidioidea
      - 石磺科Family onchidiidae

    - 拉索蛞蝓超科Superfamily Rathouisioidea
      - 皺足蛞蝓科Family Veronicellidae

    - 非洲大蝸牛超科Superfamily Achatinoidea
      - 錐蝸牛科Family Subulinidae
      - 非洲蝸牛科Family Achatinidae

    - 蛹蝸牛超科Superfamily Pupilloidea
      - 蛹蝸牛科Family Puillidae
      - 內溝蝸牛科Family Strobilopsidae

- - 基眼目Order Basommatophora
    - 兩樓蝸牛超科Superfamily Amphiboloidea
      - 兩棲螺科Family Amphibolidae

    - 松螺超科Superfamily Siphonarioidae
      - 松螺科Family Siphonariidae

    - 椎實螺超科Superfamily Lymnaeoidea
      - 椎實螺科Family Lymnaeidae
      - 盤蜷科Family Ancylidae
      - 扁蜷科Family Planorbidae
      - 囊螺科Family Physidae

    - superfamily partuloidea
      - 似煙管蝸牛科Family Enidae

    - 扭蝸牛超科Superfamily Streptaxoidea
      - 扭蝸牛科Family Streptaxidae

    - 歐洲蛞蝓超科Superfamily Arionoidea
      - 栗蝸牛科Family Punctidae
      - 黏液蝸牛科Family Philomycidae
      - 內齒蝸牛科Family Endodontidae

    - 野蛞蝓超科Superfamily Limacoidea
      - 野蛞蝓科Family Limacidae
      - 小鼈甲蝸牛科Family Helicarionidae
      - 琥珀蝸牛科Family Zonitidae
      - 笠蝸牛科Family Trochomorphidae

- - 真肺目Order Eupulmonata
    - 海岸螺亞目Suborder Actophila
      - 耳螺超科Family Ellobioidea
        - 耳螺科Family Ellobiidae
        - 罌粟蝸牛科Family Carychiidae

      - 煙管蝸牛超科Superfamily Clausilioidea
        - 煙管蝸牛科Family Clausiliidae

      - 錐實蝸牛超科Superfamily Succineoidea
        - 錐實蝸牛科Family Succineidae

## 延伸阅读
[在维基数据编辑]
 《欽定古今圖書集成·博物彙編·禽蟲典·蝸牛部》，出自陈梦雷《古今圖書集成》

## 參看
- 台灣蝸牛特有種列表
- 香港陸生蝸牛列表